# Morceaux de fantaisie (Rachmaninow)

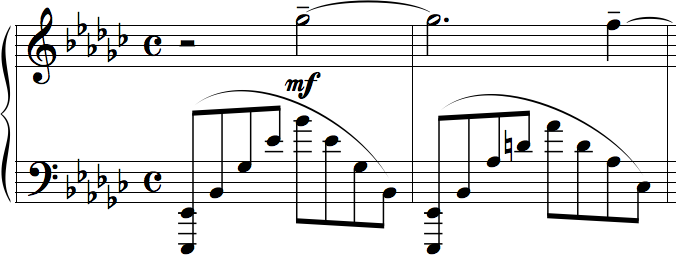
W porównaniu do innych utworów ze zbioru Elegia jest wolniejsza i bardziej refleksyjna.

Morceaux de Fantaisie op. 3 (ros. Пьесы Фантазии, Pjesy Fantazii) – zestaw pięciu utworów na fortepian skomponowanych przez Siergieja Rachmaninowa w 1892. 
Tytuł odzwierciadla obrazowość a nie formę muzyczną (żadna z kompozycji w zbiorze nie ma formy fantazji). Rachmaminow dedykował te kompozycje Antonowi Arienskiemu, jednemu z jego nauczycieli w konserwatorium muzycznym. Zbiór powstał, kiedy kompozytor był już świeżym absolwentem uczelni muzycznej i w związku z depresją oraz złym stanem zdrowia potrzebował pieniędzy. Preludium cis-moll po raz pierwszy zostało wykonane 26 września 1892 w Moskwie natomiast całe opus miało swoje prawykonanie dzień później w Charkowie.

## Kompozycje

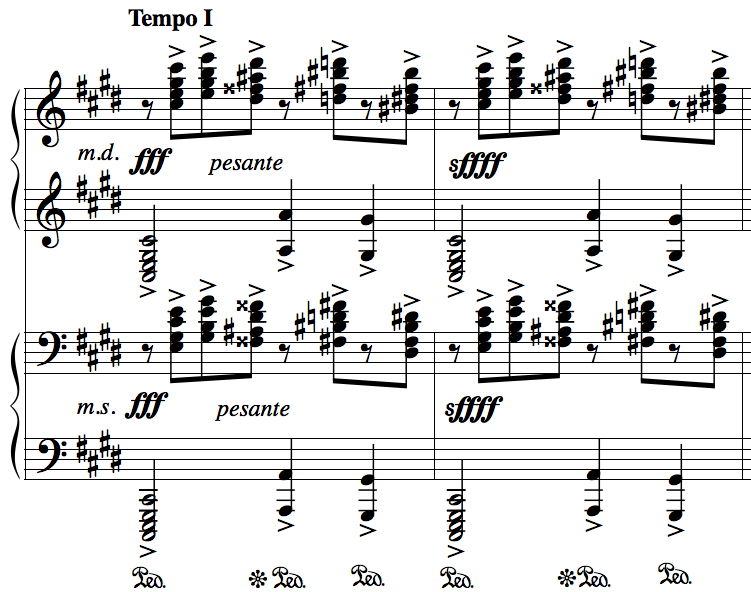
Preludium ze słynnym tematem i codą (w czterech taktach podsumowanie tematu).

- Elegia es-moll w tempie moderato - (Элегия, Elegija).
- Preludium cis-moll - (Прелюдия, Prieludija).
- Melodia E-dur, krótki utwór w tempie Adagio sostenuto opisywane jako "równowaga pomiędzy szczęściem a smutkiem" - (Мелодия, Miełodija).
- Poliszynel (fr. tytuł oryg. Polichinelle) w tempie allegro vivace - (Полишинель, Poliszyniel).
- Serenada o formie dostojnego tańca - (Серенада, Sierienada).

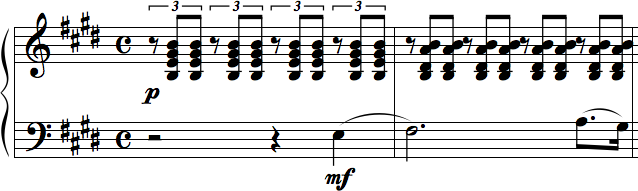
Melodia z potężnym punktem kulminacyjnym.